# Václav Sinkule (novinář)
Václav Sinkule (14. ledna 1905 Praha – 20. dubna 1942 KT Mauthausen) byl český studentský vůdce, novinář a politik.

## Mládí
Václav Sinkule se narodil 14. ledna 1905 v Legerově ulici na Novém Městě v Praze v rodině železničního zřízence Františka Sinkuleho, nosiče zavazadel na pražském státním nádraží, původem z Bukoviny u Kralovic, a jeho manželky Alžběty, rozené Brožové, původem ze Skrýšova u Pelhřimova. Studoval obecnou školu a posléze reálku v nedaleké Žitné ulici, avšak v roce 1920 přestoupil na Českoslovanskou obchodní akademii, kde 17. června 1924 maturoval. Nastoupil jako úředník v Bance stavebních živností a průmyslu v Praze a hned následující rok nastoupil k základní vojenské službě do Košic, kde se již naplno projevovalo jeho komunistické smýšlení. Po návratu v roce 1927 nastoupil na místo úředníka v České komerční bance, kde se seznámil s Františkem Olivou, který ho přivedl k práci v organizaci Rudá pomoc. Ve stejném roce na podzim vstoupil do KSČ, místní organizace Praha II, Na Bojišti, a zároveň začal navštěvovat jako posluchač Svobodnou školu politických nauk.

## Studentským vůdcem
Na podzim 1930 Sinkule odešel z místa úředníka banky a odjel nejprve do Paříže a poté do Alžírska, odkud se do Československa vrátil v roce 1931 a zapsal se jako student na Vysokou školu obchodní, kde se záhy stal vědeckým pracovníkem. Zároveň pracoval jako vedoucí hospodářské-sociální komise Jednoty nemajetného a pokrokového studentstva a brzy byl jmenován předsedou. V září 1934 se dostal do potyčky s německými studenty, což vyústilo v jeho hospitalizaci. V prosinci téhož roku se stal československým zástupcem ve Světovém studentském výboru proti válce, fašismu a kulturní reakci. V roce 1935 odešel na vlastní žádost z vedení JNPS.

## Redaktorem Rudého práva
Novinářská kariéra Václava Sinkuleho započala v roce 1931, přičemž do roku 1934 byly články zaměřeny primárně na problematiku vysokého školství. Od roku 1935 pak začala převládat tvorba v oblasti domácí a zahraniční politiky, kdy vystupoval proti financování ruských a ukrajinských uprchlíků československými úřady. Kandidoval do Národního shromáždění za komunistickou stranu. Stal se redaktorem Rudého práva a po vypuknutí občanské války ve Španělsku se stal zvláštním zpravodajem tamtéž. Do Prahy se vrátil 19. března 1937.

## Druhá světová válka
Po obsazení zbytku Československa německou armádou se Václav Sinkule stáhl do ilegality a stal se spolupracovníkem I. ilegálního ÚV KSČ. Připravoval materiály, podklady pro jednání a konspirační byty. V roce 1940 rozsáhle pracoval i na jižní Moravě, kde se stal instruktorem stranických krajů pod krycím jménem Smetana a Václav Sýkora. Za tuto práci byl gestapem zatčen 24. února 1941 na Pankráci (přes nalezené materiály se gestapo dále dostalo do vedení moravské větve komunistické strany), odkud se přes Kounicovy koleje v Brně dostal do Terezína (podzim a zima 1941) a zpět na Pankrác, kde byl až do konce března 1942. Poté byl spolu s Eduardem Urxem převezen do koncentračního tábora Mauthausen, kde byli 20. dubna 1942 popraveni.

## Památka

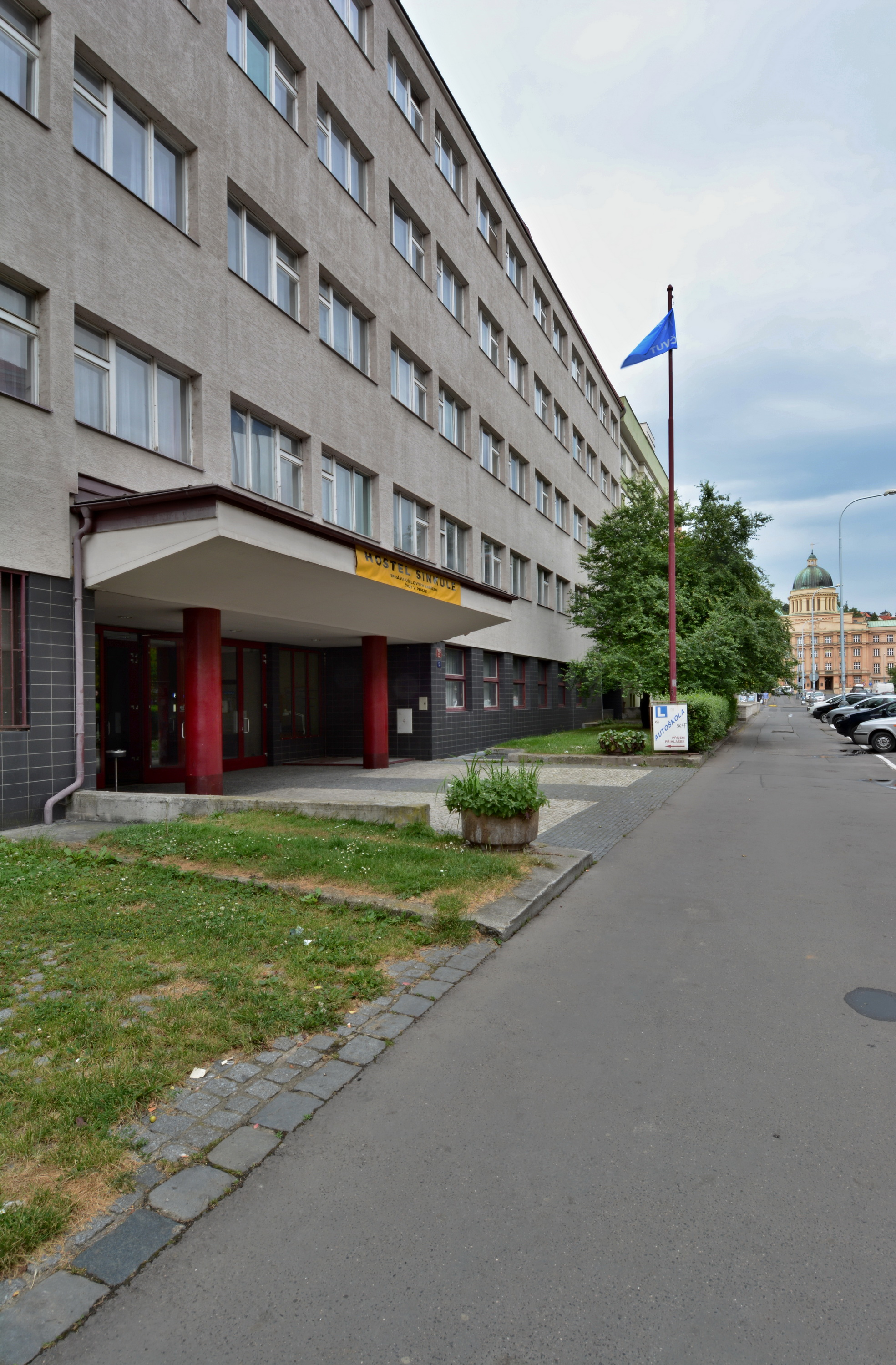
Sinkuleho kolej v pražských Dejvicích

Antonín Kulda vytvořil v roce 1949 Sinkuleho plastiku ze sádry, bližší informace chybí.
Na jeho připomínku jsou pojmenovány koleje ČVUT v dejvické Zikově ulici (ulice pojmenována po blízkém spolupracovníkovi z I. ilegálního ÚV KSČ, Janu Zikovi); stejně tak ulice v Praze-Podolí (od roku 1948) a v Mladé Boleslavi. V minulosti také byla pojmenována ulice Václava Sinkuleho v Českých Budějovicích (1962–1991, dnes Studentská ulice).
Jeho jméno je uvedeno na pomníku v Místě.